# Acacia linifolia
Acacia linifolia é uma espécie de leguminosa do gênero Acacia, pertencente à família Fabaceae.